# Aek Korsik (Aek Kuo)
Aek Korsik is een bestuurslaag in het regentschap Labuhan Batu Utara van de provincie Noord-Sumatra, Indonesië. Aek Korsik telt 12.351 inwoners (volkstelling 2010).